# Vicente Bianchi
Vicente Bianchi Alarcón (Ñuñoa, 27 de enero de 1920-La Reina, 24 de septiembre de 2018) fue un compositor, pianista, director de orquesta, coros y radiodifusor chileno. Obtuvo el Premio Nacional de Artes Musicales de Chile en 2016.
Su obra destaca por llevar a la música los poemas de Pablo Neruda, la musicalización de misas y eventos litúrgicos, como la Misa a la chilena (compuesta en 1964 y estrenada en 1965) y el Te Deum (1970-2000), arreglos orquestales, como Música para la historia de Chile y Canto a Bernardo O’Higgins, y arreglos para películas, entre otras.

## Biografía

### Inicios y carrera radial

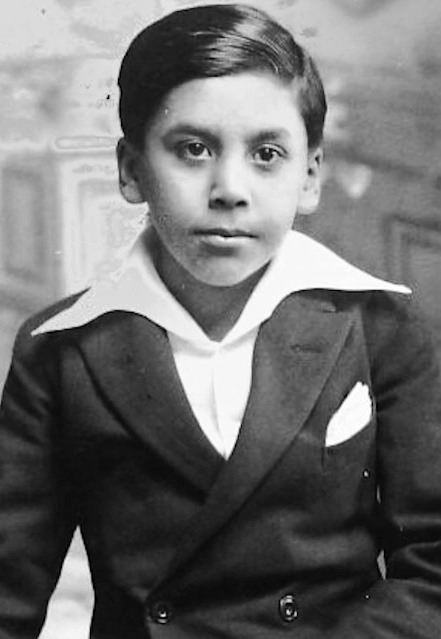
Vicente Bianchi inició su carrera artística en el programa radial "El Abuelito" de radio Otto Becker de Santiago, donde fue el director de la orquesta infantil. Fotografía de 1934.

Francisco Vicente Germán Bianchi Alarcón fue el mayor de los cinco hijos del matrimonio de Germán Bianchi y Blanca Alarcón. Su infancia transcurrió entre el Liceo Manuel de Salas y su casa en Ñuñoa. Un piano de cola se transformó en sus inicios musicales en su gran compañero profesional, desde los seis hasta los veinte años, momento en que empezó a componer. Entre 1929 y 1937 realizó sus estudios en el Conservatorio Nacional de Música.
A los 17 años ingresó al mundo de la radio, que lo llevó a trabajar como radiodifusor gran parte de su vida y a formar sus primeras orquestas profesionales. Luego de retirarse del programa infantil de la Radio Otto Becker, donde permaneció por varios años, Vicente Bianchi fue contratado en 1940 por Radio Agricultura, donde formó su primer octeto profesional, trabajando con cantantes como Malú Gatica. En esta época se consolidó como pianista acompañante y arreglador e incluso acompañó a cantantes tan destacados como Tito Schipa en su viaje a Chile.
A sus 23 años fue contratado por Radio El Mundo de Buenos Aires, muy importante en la época, que contaba con una orquesta de catorce instrumentistas argentinos, de quienes fue director. Regresó a Chile en 1949 y fue contratado por Radio Minería, quedando a cargo de una orquesta de treinta músicos para interpretar diversos géneros y música chilena con arreglos de Bianchi. Luego fue convocado en 1951 por la Radio Sol de Lima para realizar doce programas estelares, con tanto éxito que fue contratado para oficiar como director de la orquesta por cuatro años más.
Luego de estas exitosas giras, y con la industria discográfica local en franca consolidación, regresó a Chile en 1955 e ingresó a la Radio Cooperativa en Santiago.

### Dupla creativa con Neruda
De regreso en Chile luego de un período de residencia en Lima, su colaboración con Pablo Neruda comenzó cuando musicalizó el poema «Manuel Rodríguez», publicado en Canto General (1950). Así nacieron las Tonadas de Manuel Rodríguez, que Bianchi tuvo la oportunidad de presentar al poeta —a quien no conocía personalmente— durante una cena y que lo impactaron profundamente.

Fue totalmente sorpresivo para él, porque no esperaba esto. Era totalmente ajeno. Palideció. Se paró, me abrazó y me dijo: «esto es lo que yo soñé toda mi vida, poder llegar de alguna forma al pueblo».
Vicente Bianchi.

En ese momento se selló el inicio de lo que sería una prolífica y duradera alianza creativa, cuyos frutos están plasmados en lo que se llamó Música para la historia de Chile, cuya interpretación estuvo a cargo del destacadísimo conjunto Silvia Infantas y Los Baqueanos. Dicha colección compuesta por: «Romance de los Carrera», «Canto a Bernardo O'Higgins» y «A la bandera de Chile», esta última ganadora del segundo lugar en el Festival de Viña del Mar de 1973. Neruda, en sus viajes por el mundo, se encargó de dar a conocer las composiciones de Bianchi.
Bianchi también musicalizó cuatro de los Cien sonetos de amor, el «Poema XV» y el poema «Salitre» del Premio Nobel. Las noches de Chillán (1973) fue la última obra de Neruda que musicalizó, texto que el poeta le entregó en su lecho de muerte y que ganó el Festival de la Canción de Viña del Mar de 1998.

### Difusor cultural y últimos años

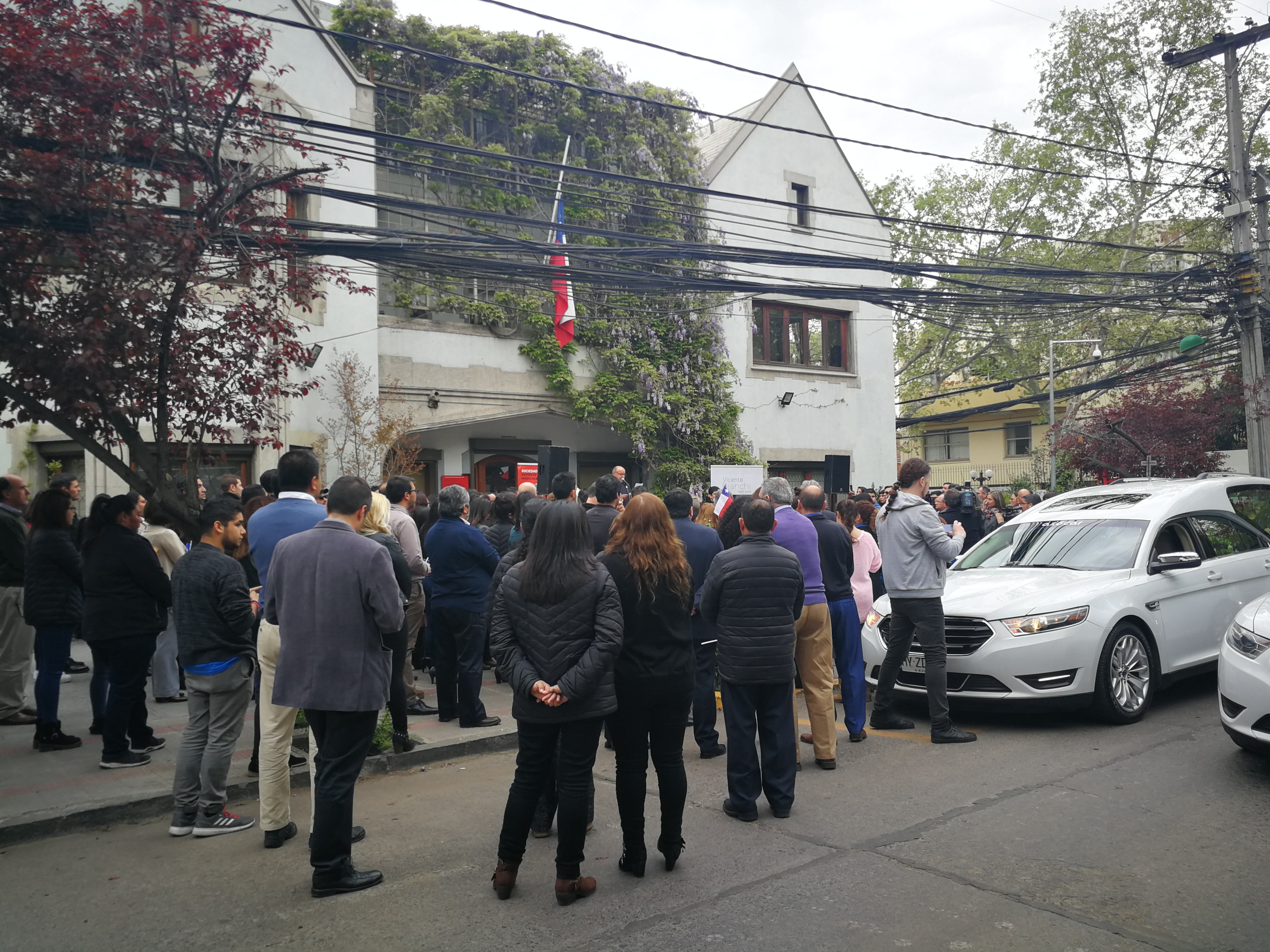
Homenaje de la SCD durante el cortejo fúnebre de Bianchi en 2018.

Vicente Bianchi fue un importante animador de la actividad musical chilena, particularmente en el ámbito de la música popular. Junto con dirigir a numerosas agrupaciones, fue el artífice de la creación de muchas otras, entre las que se cuentan el coro Chile Canta —con el cual trabajó por décadas— y el Coro Espectáculo, que en los años 1970 se presentó por Latinoamérica y Estados Unidos. Con estas agrupaciones comenzó a trabajar sobre el folclor chileno. Dirigió también el Coro de la Universidad de Santiago de Chile (Usach) entre 1989 y 1992.
Además de los proyectos ligados con la música, Bianchi participó en otras iniciativas culturales. Por ejemplo, desde 1982 hasta fines de 1987 fue el encargado del Centro Cultural La Reina, donde se realizaban conciertos de música clásica y popular, funciones de teatro y cine, y diversos talleres abiertos al público. También fue fundador de la Sociedad de Autores y Compositores en 1987.

## Obra musical

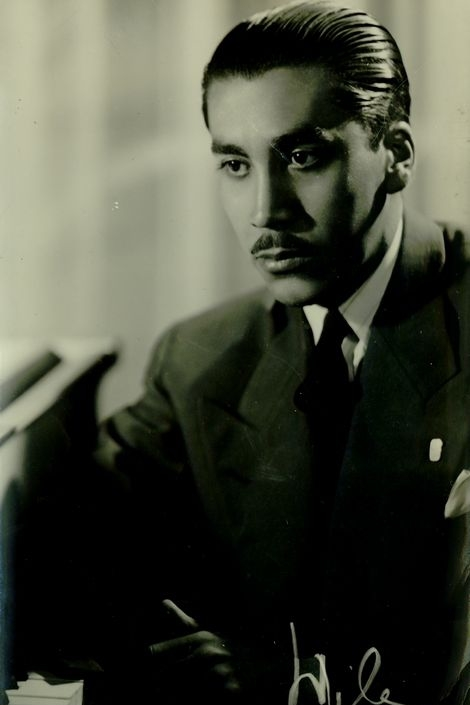
Vicente Bianchi en circa 1940.

El principal aporte musical de Vicente Bianchi yace en la síntesis que ha logrado entre la instrumentación y el sistema tonal de la música docta y las estructuras y melodías del folclor chileno, dando origen a un estilo muy particular. Esta inclinación —que llevó a Bianchi a estudiar y orquestar refalosas, trotes, villancicos, boleros, etc.— hace eco del fenómeno asociado al rescate de los sonidos tradicionales que se dio en la música mexicana y otras escenas latinoamericanas.
Profesionalmente realizó los arreglos orquestales para canciones clásicas del repertorio popular de moda, como el del cantante Lucho Gatica, entre muchos otros cantantes a quienes acompañó en la dirección de orquesta, como la soprano Rayén Quitral, Clara Stock, Nora López, Angélica Montes, Ramón Vinay, Tito Schipa, Verónica Villarroel, Pedro Vargas, Leo Marini y Carmen Sevilla.
Su catálogo cuenta con más de 150 obras escritas, entre las cuales se encuentran obras religiosas, villancicos, la Música para la historia de Chile, himnos y marchas, y música sinfónica chilena y peruana. Entre las obras más recordadas de la música de Vicente Bianchi se encuentran las Tonadas de Manuel Rodríguez (1955), Romance de los Carrera (1956), Canto a Bernardo O'Higgins (1956), A la bandera de Chile (1970), Las Noches de Chillán (1973-1998) y la canción «Viña de mis amores» (1960), además de su participación como arreglador y orquestador de La pérgola de las flores en 1960.
Entre sus obras religiosas destacan la Misa a la chilena, la Misa de la Cruz del Sur, la Misa del huaso, Te Deum y obras menores como Ave María, Magnificat, Oración por la paz de Chile, Canción a Teresa de Los Andes, el oratorio de Navidad Historia de Belén, entre otras, y variados villancicos. Entre la música sinfónica de Bianchi se encuentran las obras Tríptico sinfónico, Cantares Chilenos, Un país llamado Chile, Abejorros, Scherzando, Tonada rítmica, Momento andino, Variaciones en aire de cueca, Preludio melancólico, Remolienda y Cuartetos de cuerdas.

## Premios y reconocimientos
- Figura fundamental de la música chilena (1992)[8]
- Premio a la Música Nacional Presidente de la República (2002)[9]
- Orden al Mérito Docente y Cultural Gabriela Mistral (2002)[10]
- Premio a lo Chileno (2004)[11]
- Premio APES a la trayectoria (2008)[12]
- Medalla de Honor Pablo Neruda (2011)[13]
- Premio Club de Huasos Gil Letelier (2012)[14]
- Premio Miguel de Cervantes (2014)[15]
- Doctor honoris causa por la Universidad Tecnológica Metropolitana (2015)[16]
- Orden al Mérito Artístico y Cultural Pablo Neruda (2016)
- Premio Nacional de Artes Musicales de Chile (2016)
- Premio Consejo Chileno de la Música (UNESCO)[12]
- Cruz del apóstol Santiago[12]
- Premio Círculo O'Higginiano[12]
- Premio Círculo Carrerino[12]
- Premio Inca de Oro de Perú[12]